# نيك سالفاتوري
نيك سالفاتوري (بالإنجليزية: Nick Salvatore)‏ هو مؤرخ أمريكي، ولد في 1943 في بروكلين في الولايات المتحدة.